# Zakazane pociągi
Zakazane pociągi (niem. Verbotene Züge) – popularna nazwa sieci pasażerskich połączeń kolejowych wojsk okupacyjnych w Niemczech (1945-1994), niedostępnych dla Niemców.
Utrzymywanie przez ZSRR, USA, Wielką Brytanię i Francję w pokonanym kraju dużych sił wojskowych generowało też znaczne potrzeby transportowe, m.in. konieczność utrzymywania stałych i sprawnych połączeń z krajami, które stanowiły ich zaplecze. Zwłaszcza specyficzne były potrzeby państw, które okupowały Berlin Zachodni, utrzymując połączenia jedynie z tym miastem. Użytkowany tabor, zwłaszcza w pierwszym okresie, był zarekwirowany Kolejom Niemieckim.

## Stany Zjednoczone
Do 1947 Korpus Transportowy Sił USA (Transportcorps RTO) obsługiwał połączenie pomiędzy Bremerhaven przez Helmstedt, Marienborn, Potsdam-Stadt, Griebnitzsee i stacją towarową Berlin-Wannsee, w następnych latach z dworcem Berlin-Lichterfelde West. Ostatni pociąg odjechał w lecie 1993.

## Wielka Brytania
Od 1945 Królewski Korpus Transportowy (Royal Corps of Transport) utrzymywał połączenie łączące Emden, Hannover Hbf., Helmstedt, Marienborn, Potsdam, Griebnitzsee z Berlinem-Charlottenburg. Najsłynniejszym był pociąg „Berliner” nr poc. D 1045/1046, relacji Hannover-Berlin. Ostatni pociąg odjechał w maju 1991.

## Francja
Pociąg Francuskich Sił Zbrojnych (TMFB) nr D 1040/1041 kursował pomiędzy Paryżem i Strasburgiem przez Helmstedt, Marienborn, Potsdam, Griebnitzsee z Berlinem-Tegel (Gare Francaise). Składał się z wagonów sypialnych, do leżenia, restauracyjnych i salonek. Przez wiele lat wymieniano lokomotywę na stacji Berlin-Wannsee. Pociąg przyjeżdżał do Berlina-Tegel w godzinach porannych, zaś odjeżdżał wieczorem, ostatni 24 września 1994.

## Związek Radziecki
Za komunikację w latach 1945–1949 w Radzieckiej Strefie Okupacyjnej był odpowiedzialny Oddział, następnie Zarząd Transportu Radzieckiej Administracji Wojskowej w Niemczech (Sowjetische Militäradministration in Deutschland – SMAD) z siedzibą w Karlshorst, następnie Grupa Wojsk Radzieckich w Niemczech (Gruppe der sowjetischen Streitkräfte in Deutschland – GSSD).
W okresie 1945–1994 najważniejszym połączeniem dla ZSRR była linia łącząca Moskwę przez Brześć Centralny i Berlin z Wünsdorf, siedzibą dowództwa Grupy Wojsk Radzieckich. Od 1945 do końca 1951 połączenie Moskwy z Poczdamem przez Brześć i Frankfurt nad Odrą omijało sektory Berlina Zach., ponieważ w tym okresie Dowództwo SMAD znajdowało się w Poczdamie Babelsbergu. Czasami prowadzono pociąg (nr D 1190/1191) z Brześcia przez Frankfurt nad Odrą i Mittenwalde do Wünsdorf, z grupą wagonów z Frankfurtu nad Odrą przez Jüterbog do Magdeburga. Jeszcze jeden pociąg kursował pomiędzy Brześciem i Erfurtem (D 1192/1193) przez Jüterbog, Halle/Saale i Sangerhausen, między Brześciem i Magdeburgiem – pociąg (D 1194/1195). Kursowała grupa wagonów z Frankfurtu nad Odrą do Schwerinu, przez szereg lat jako pociąg.
Poniżej spis pociągów:
- nr D 1190/1191 relacji z Moskwy do Wünsdorf przez Frankfurt nad Odrą, Berlin-Köpenick, Berlin-Ostbahnhof (Hauptbahnhof) i Berlin-Schönefeld,
- D 1192/1193 z Brześcia do Erfurtu, z Frankfurtu nad Odrą przez Berlin-Köpenick, Berliński Pierścień Zewnętrzny (Berliner Außenring), Genshagener Heide, Jüterbog, Holzdorf, Abzweig Großrössen, Beyern, Lutherstadt-Wittenberg, Dessau, Bitterfeld, Halle/Saale, Lu.-Eisleben, Blankenheim Trennung i Sangerhausen,
- D 1194/1195 z Brześcia do Magdeburga, przez Frankfurt nad Odrą, Berlin-Köpenick, Berlin-Schönefeld i Werder (Havel),
- D 1196/1197 z Brześcia do Schwerinu, z Frankfurtu nad Odrą przez Eberswalde, Templin i Neustrelitz (w latach późniejszych jako grupa wagonów doczepiana do pociągów osobowych),
- D 1198/1199 z Moskwy do Wünsdorf przez Frankfurt nad Odrą, Berlin-Köpenick, Berlin-Ostbahnhof (Hauptbahnhof) i Berlin-Schönefeld.

Ostatni pociąg w tych relacjach odjechał 1 września 1994.